# KN-08洲際彈道飛彈
KN-08是朝鲜的一款洲際彈道飛彈（ICBM），於2012年4月15日首次展出，至今為止從未進行過任何發射試驗，因而被外界普遍認為只是模型。
「KN-08」是美國給予的北約代號，其他名稱還有火星－13（Hwasong-13）、勞動－Ｃ（Rodong-C）等等。對於KN-08的基本性能數據，目前所得知的資料均為一些軍事專家估計，朝鮮官方從未公布過該型飛彈的數據。

## 質疑
KN-08是在2012年4月15日朝鮮為了紀念金日成誕辰100周年時舉行的大型閱兵儀式中首次展示，在展示初期，韓國媒體就指出這款飛彈純屬模型，目的是「戰略欺騙」，而美國同樣地對其「可信性」存疑。
但不久後，韓國媒體便披露朝鮮對KN-08的發動機進行測試，令外界對KN-08的存在再次掀起討論。
2015年10月10日，朝鮮舉行朝鮮勞動黨70周年大型閱兵活動期間，KN-08以全新外形亮相，其彈頭改用了圓滑的形狀，不再是倒喇叭的錐形，或許意味著KN-08擁有可同時攜帶多枚彈頭的多目標重返大氣層載具能力。但同時也再有評論質疑，以朝鮮有限的火箭技術而言，並不足以支持新型KN-08導彈的存在。
不過，美國國防部曾表示，雖然KN-08從未進行過測試，但已經可以對美國構成威脅，美國有必要為此作好準備。同時韓國、日本等國也顯示出警惕取態。